# Єлюй Цзін
Єлюй Цзін (кит.: 耶律璟; піньїнь: Yelü Jing), храмове ім'я Му-цзун (спрощ.: 辽穆; кит. трад.: 遼穆; піньїнь: Muzong; 19 вересня 931 — 12 березня 969) — четвертий імператор династії Ляо. Був старшим сином Єлюй Яогу. Замінив на троні свого двоюрідного брата, вбитого 951 року.

## Правління
Прийшов до влади, здобувши перемогу над змовниками, які вбили Єлюй Жуаня. На початку його правління держава потерпала від вторгнень зовні, а також від внутрішніх заворушень. Єлюй Цзін зумів відновити центральну владу тільки шляхом застосування сили та репресій.
У липні 952 року спробував підбурити повстання брат імператора Єлу Логуо, втім імператор придушив повстання, а брата — стратив. Подібні події відбувались у жовтні 953 й листопаді 959 року, в результаті яких було ув'язнено братів імператора, а інших змовників — страчено.
Внутрішніми негараздами Ляо спробувала скористатись Пізня Чжоу. З іншого боку Рання Чжао розраховувала на те, щоб залишитись під протекторатом Ляо, що хоч якось гарантувало б її існування. 958 року Пізня Чжоу здійснила напад на Ляо, сподіваючись захопити Шістнадцять округів. Єлюй Цзін був змушений перекинути значні сили до південної столиці (сучасний Пекін). Пізня Чжоу була змушена відступити після смерті тамтешнього імператора Чай Жуна. На початку наступного року імператор Му-цзун повернувся до північної столиці.
960 року Чжао Куан'їнь повалив безвладного імператора Чжоу та заснував імперію Сун. Остання стала першим стабільним політичним утворенням Китаю після падіння імперії Тан. Почалось об'єднання китайських земель. Уже в середині року сунські війська здійснили напад на Шічжоу. Кидані та китайські війська Сяо Сивеня спільно обороняли район.
Єлюй Цзін вирішив укласти мир із Сун, що тривав до його смерті. Також було укладено й торгову угоду. Мирні відносини між Ляо й Сун не могли бути особливо міцними, оскільки кидані все ще займали стратегічний регіон Шістнадцяти округів і контролювали Ранню Чжао.
У лютому 969 року імператор Му-цзун виїхав на полювання. Під час тривалого застілля Єлюй Цзін був убитий власними слугами.

## Девіз правління
- Їнлі (應曆) 951—969